# Ray Gordy
Terry Ray Gordy Jr. (Chattanooga (Tennessee), 23 maart 1979) is een Amerikaans professioneel worstelaar die vooral bekend is van zijn tijd bij World Wrestling Entertainment als Jesse en Slam Master J, van 2007 tot 2010.

## Persoonlijk leven
Ray is de zoon van de legendarische worstelaar Terry Gordy. Ray verblijft in Louisville (Kentucky) met zijn vrouw Jen. 

## In het worstelen
- Aanval en kenmerkende bewegingen
  - Diving leg drop
  - German suplex
  - Dropkick
  - High-angle senton bomb
  - Monkey flip
  - Repeated push up facebusters
  - Sunset flip

## Prestaties
- North American Wrestling Association
  - NAWA Heavyweight Championship (1 keer)
  - NAWA Junior Heavyweight Championship (1 keer)
  - NAWA Wildside Heavyweight Championship (1 keer)

- NWA Wildside
  - NWA Wildside Heavyweight Championship (1 keer)
  - NWA Wildside Junior Heavyweight Championship (1 keer)